# HD 53705
HD 53705 es una estrella en la constelación de Puppis, la popa del Argo Navis, de magnitud aparente +5,54.

## Características físicas
HD 53705 es una enana amarilla de tipo espectral G0V con una temperatura efectiva de 5815 K.
Brilla con una luminosidad un 38% superior a la luminosidad solar.
Su radio es un 14% más grande que el radio solar, girando sobre sí misma con una velocidad de rotación proyectada —límite inferior de la misma— de 1,6 km/s.
Tiene una masa de 0,93 masas solares.

## Compañeras estelares
HD 53075 forma un sistema binario con HD 53706, enana naranja de magnitud +6,85.
De tipo espectral K0.5V, su temperatura superficial es de 5378 K.
Tiene una luminosidad equivalente al 40% de la del Sol y una masa un 19% inferior a la masa solar.
Su radio es un 21% más pequeño que el del Sol.
El período orbital de esta binaria es de 4545 años.
Una tercera estrella, denominada HD 53680, orbita en torno a la binaria HD 53705/HD 53706. También una enana naranja, tiene tipo espectral K6V.
Su masa es aproximadamente igual al 69% de la masa solar.
De magnitud +8,80, emplea más de 104.000 años en completar una órbita alrededor de la binaria.
Su separación visual respecto a HD 53705 es de 185 segundos de arco.

## Composición química y edad
El sistema muestra una metalicidad ([Fe/H] = 0,22) inferior a la del Sol en un 40%.
Es deficitario en otros elementos evaluados, destacando los bajos niveles de samario e itrio.
La edad de este sistema se estima entre 8.560 y 10.100 millones de años, aproximadamente el doble de la edad del Sol.
Se encuentra a 53,9 años luz de distancia del Sistema Solar,